# Narciso Coll y Prat
Narciso Coll Y Prat (Cornellà del Terri, 26 novembre 1754 – Madrid, 30 dicembre 1822) è stato un arcivescovo cattolico spagnolo.

## Biografia
Nato in Spagna, a Cornellà del Terri, il 26 novembre 1754, intraprese la carriera ecclesiastica e venne ordinato sacerdote il 6 marzo 1784. Nel 1807 fu nominato arcivescovo di Caracas, in Venezuela, venendo consacrato nel 1810. Era arcivescovo in carica a Caracas, quando, il 26 marzo 1812, la città fu sconvolta da un terribile terremoto. Il 19 aprile del 1822 fu nominato vescovo di Palencia, in Spagna, con il titolo personale di arcivescovo. Tuttavia non poté prendere possesso della diocesi, poiché morì il 30 novembre dello stesso anno.
Scrisse Memoriales sobre la Independencia de Venezuela, pubblicato dall'Accademia Nazionale della Storia del Venezuela nel 1961.

## Genealogia episcopale
La genealogia episcopale è:
- Cardinale Scipione Rebiba
- Cardinale Giulio Antonio Santori
- Cardinale Girolamo Bernerio, O.P.
- Arcivescovo Galeazzo Sanvitale
- Cardinale Ludovico Ludovisi
- Cardinale Luigi Caetani
- Cardinale Ulderico Carpegna
- Cardinale Paluzzo Paluzzi Altieri degli Albertoni
- Papa Benedetto XIII
- Papa Benedetto XIV
- Cardinale Enrico Enriquez
- Arcivescovo Manuel Quintano Bonifaz
- Cardinale Francisco Antonio de Lorenzana y Butrón
- Vescovo Manuel Verdugo Albiturría
- Arcivescovo Narciso Coll Y Prat